# Орден Слави (Казахстан)
О́рден Сла́ви (каз. Даңқ ордені) — державна нагорода Республіки Казахстан. Заснований у 1993 році.
Орденом Слави нагороджуються особи вищого офіцерського складу Збройних Сил, інших військ і військових формувань, а також співробітники спеціальних державних органів, органів прокуратури, національної безпеки, внутрішніх справ Республіки Казахстан:
- за успіхи у справі керівництва і управління військами, високу бойову готовність військ та забезпечення обороноздатності країни;
- за відмінну організацію військової, прикордонної та внутрішньої служби, забезпечення національної безпеки, зміцнення законності та охорони громадського порядку.

Орден носиться на лівому боці грудей і, за наявності інших орденів, розташовується після ордена Назарбаєва у порядку ступенів.

## Ступені нагороди
Орден Слави складається з двох ступенів:
- «Слава» I ступеня;
- «Слава» II ступеня.

Вищим ступенем ордена є I ступінь. Нагородження проводиться послідовно: II ступенем і I ступенем.

## Опис нагороди
Розробниками дизайну ордена Слави є студент Валерій Торджиєв і архітектор Жанат Жанаєв.
Знак ордена першого ступеня являє собою срібну восьмипроменеву багатопроменеву рифлену зірку на яку накладена така ж зірка меншого розміру, але з гранованими променями. На зірку, поверх двох схрещених шабель і списа, накладений круглий золотий щит. У щит вписані зовнішнє синє та внутрішнє біле кола. На синьому колі внизу червона стрічка з надписом «ДАҢҚ», від якої по колу відходять золоті лаврові гілки. У білому колі зображено золотий лук з накладеними на нього трьома стрілами.
Зірка ордена першого ступеня срібна, восьмипроменева з рубінами на кінцях. У зірку вписана зірка меншого розміру синьої емалі, на яку поміщений центральний медальйон знака ордена.
Знак носиться на плечовий орденської стрічці завширшки 100 мм.

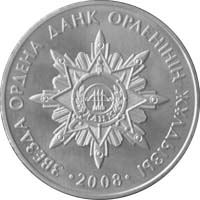
Пам'ятна монета Республіки Казахстан «Зірка ордена Слави», 2008, 50 тенге (реверс)

Орден другого ступеня повторює знак першого ступеня, але меншого розміру. За допомогою декоративного кільця підвішений до металевої колодки, обтягнутої орденською стрічкою.
Орденська стрічка кольорів Державного прапора Республіки Казахстан з широкою червоною смугою по правому краю.

## Орденська монета
У 2008 році Національний банк Республіки Казахстан випустив у обіг колекційні пам'ятні монети номіналом «50 тенге» із зображенням знака ордена Слави.